# АЕС Коннектикут-Янкі
Атомна електростанція Коннектикут Янки (CY) була атомною електростанцією, розташованою в Гаддам-Нек, штат Коннектикут. Електростанція розташована на річці Коннектикут, неподалік знаходиться поворотний міст Хаддам-Нек. яка була введена в експлуатацію в 1968 році, припинила виробництво електроенергії в 1996 році і була виведена з експлуатації в 2004 році. Причиною закриття було те, що експлуатація АЕС перестала бути рентабельною. Потужність станції становила 582 МВт. Демонтаж куполу захисної оболонки було завершено 17 липня 2006 року.
Кеннет Ніколс, заступник Леслі Гроувса з Манхеттенського проекту, був консультантом атомних електростанцій Connecticut Yankee і Yankee Rowe . Він сказав, що, хоча заводи вважалися «експериментальними» і не очікувалося, що вони будуть конкурентоспроможними з вугіллям і нафтою, вони «стали конкурентоспроможними через інфляцію … і значне зростання цін на вугілля і нафту». Станція Янки в Коннектикуті коштувала 100 мільйонів доларів.

## Інформація про енергоблоки
| Енергоблок | Тип реакторів | Потужність | Потужність | Початок будівництва | Фізпуск    | Підключення до мережі | Введення в експлуатацію | Закриття   |
| Енергоблок | Тип реакторів | Чистий     | Брутто     | Початок будівництва | Фізпуск    | Підключення до мережі | Введення в експлуатацію | Закриття   |
| ---------- | ------------- | ---------- | ---------- | ------------------- | ---------- | --------------------- | ----------------------- | ---------- |
| Хаддам Нек | PWR           | 560 МВт    | 603 МВт    | 01.05.1964          | 24.07.1967 | 07.08.1967            | 01.01.1968              | 05.12.1996 |